# Hölzling (Mühldorf am Inn)
Hölzling ist ein Gemeindeteil der Kreisstadt Mühldorf am Inn im oberbayerischen Landkreis Mühldorf am Inn. 

## Geographie
Das Dorf liegt rund 1900 Meter Luftlinie östlich vom Stadtzentrum entfernt.
Durch Hölzling verläuft die Kreisstraße MÜ 9 von Mühldorf nach Töging am Inn, eine der wichtigsten Ausfallstraßen von Mühldorf (Stand 2018). Direkt nördlich des Ortes verlaufen der Innwerkkanal und die Bahnstrecke München–Simbach, knapp südlich die Bahnstrecke Mühldorf–Freilassing. Der Inn fließt einen Kilometer südlich am Ort vorbei.